# Ephesia xarippe
Ephesia xarippe là một loài bướm đêm trong họ Noctuidae.